# エンリク・フランケサ
エンリク・フランケサ・ドルス（Enric Franquesa Dolz、1997年2月26日 - ）は、スペイン・サン・クガ・ダル・バリェス出身のサッカー選手。CDレガネス所属。ポジションはディフェンダー。

## クラブ経歴
2006年、地元フニオールのカンテラからFCバルセロナのラ・マシアへと移籍した。2015-16シーズン、Bチームデビューを果たすと、2016年7月21日にCEサバデルへと1シーズンのレンタル移籍が決まった。しかし、出番を得られずに半年でレンタルを打ち切ると、後半戦はCFガバへとレンタル移籍をした。
2017年6月、ビジャレアルCFへ移籍し、Bチーム登録となった。2019年4月25日にはクラブとの契約を3年間延長した。
2019年7月25日、セグンダ・ディビシオンのCDミランデスへ貸し出された。8月17日、ラージョ・バジェカーノとのリーグ戦にてプロデビューを飾った。
2020年8月27日、2020-21シーズンはジローナFCへのレンタル移籍が発表された。
2021年7月2日、レバンテUDと4年契約を結んだ。
2023年7月24日、CDレガネスへ1シーズンのレンタル移籍をした。